# Leptopelis cynnamomeus
Leptopelis cynnamomeus är en groddjursart som först beskrevs av Bocage 1893.  Leptopelis cynnamomeus ingår i släktet Leptopelis och familjen Arthroleptidae. IUCN kategoriserar arten globalt som livskraftig. Inga underarter finns listade i Catalogue of Life.